# ジョー・ウォルフィンガー
ジョーことジョセフ・ウォルフィンガー（Joseph Wolfinger、1985年10月8日 - ）は、アメリカ合衆国出身のバスケットボール選手である。ポジションはセンター。

## 来歴
ワシントン大学で控えセンターであった彼は2008-2009年シーズン終了後、より多いプレータイムを求めてNCAAディビジョンII校への転校を訴え、シタデル大学に転校した。
2010年のNBAドラフトにエントリーしたもののドラフトで指名されることはなかった。
2013年、東京エクセレンスに入団した。同年のNBDLオールスターに選出されている。2013-14シーズン、リーグ3位の平均23.00得点、リーグ4位の13.50リバウンドをあげている。
2014年、豊田通商ファイティングイーグルス名古屋に移籍。2015-16シーズンはbjリーグの信州ブレイブウォリアーズに移籍した。
2016年9月22日、B3リーグの大塚商会アルファーズに加わることがチームから発表された。